# Brietlingen
Brietlingen település Németországban, azon belül Alsó-Szászország tartományban. Lakosainak száma 3525 fő (2023. december 31.).

## Népesség
A település népességének változása:
| Lakosok száma | 3499 | 3507 | 3498 | 3554 | 3583 | 3525 |
|               | 2016 | 2017 | 2019 | 2021 | 2022 | 2023 |